# Mikoyan-Gurevich I-224
Mikoyan-Gurevich I-224 là một máy bay chiến đấu thử nghiệm của Liên Xô trong chiến tranh thế giới II nhưng nó không bao giờ được sản xuất hàng loạt.

## Lịch sử
2 chiếc máy bay cuối cùng của seri "A" I-224 và I-225 được đưa vào thử nghiệm vào 20 tháng 10-1944. Động cơ của nó là loại Mikulin AM-39B công suất 1.750 hp, có những cánh mỏng trên một trục dài 3.5 m, trang bị một máy nén khí tuabin TK-300B trên cạnh mạn phải. I-224 trang bị 2 pháo ShVAK 20mm. Một điểm khác thường của I-224 là hệ thống xả khí của nố bao gồm 4 ống cố định "chimneys". I-224 đạt độ cao 14.000 m trong suốt thời gian chương trình bay thử, nhưng bơm tăng nạp khí gặp trục trặc nên nó không được đưa vào sản xuất.

## Thông số kỹ thuật

### Đặc điểm riêng
- Phi đoàn: 1
- Chiều dài: 9,51 m
- Sải cánh: 13 m
- Chiều cao: 3,60 m
- Diện tích cánh: 22,44 m²
- Trọng lượng rỗng: 3.105 kg
- Trọng lượng cất cánh: 3.921 kg
- Động cơ: 1x Mikulin AM-39B công suất 1.750 hp

### Hiệu suất bay
- Vận tốc cực đại: 693 km/h
- Tầm bay: 1.000 km
- Trần bay: 14.100 m

### Vũ khí
- 2x pháo ShVAK 20mm

## Nội dung liên quan
MiG I-220 - MiG I-231 - MiG I-222 - MiG I-224 - MiG I-225 - MiG I-250